# نالبانیا
نالبانیا (به لاتین: Nalbania) یک روستا در بنگلادش است که در استان باریسال و در ناحیه پیروج‌پور واقع شده است.